# Пефкохори
Пефкохо́ри (др.-греч. Πευκοχώριον , греч. Πευκοχώρι) — оживлённая приморская деревня в Греции, порт. Расположена на высоте 21 метр над уровнем моря на берегу залива Касандра в юго-восточной части полуострова Касандра, в 92 километрах к юго-востоку от центра Салоник, в 81 километре к юго-востоку от международного аэропорта «Македония» и в 4 километрах к юго-западу от курорта Ханьотис. Входит в общину (дим) Касандра в периферийной единице Халкидики в периферии Центральной Македонии. Население 1931 житель по переписи 2011 года.
В деревне развита туристическая инфраструктура. Пляж Пефкохори награждён голубым флагом. В 6 километрах к юго-востоку расположен пляж Xenia Golden Beach. В деревне длинный променад и много магазинов и ресторанов, подавляющее число которых открыто в туристический сезон с мая до октября.

## История и этимология
Археологические находки свидетельствуют о существовании древнего города. Считается, что это Эги (Αιγές). Найдены руины поселения римского периода в северо-западной части гавани. Там же найден клад с монетами царя Лисимаха. Во время османского владычества относилась к нахии с центром в Каламарии.
Деревня основана в конце XVI века. До февраля 1965 года называлась Капсохора (Καψοχώρα) от κάψα «жара, зной». Деревня расположена в сосновом лесу. Название Пефкохори произошло от слияния двух греческих слов πεύκο «сосна» и χωρίον «место», и в переводе с греческого означает «сосновая деревня».

## Достопримечательности
Достопримечательностями Пефкохори являются древний город, руины старой мельницы.
В Пефкохори находятся старая маленькая церковь Айос-Йоргос (Георгия Победоносца), церковь Айос-Атанасиос (Святого Афанасия) и церковь Кимиси-тис-Теотоку (Успения Пресвятой Богородицы).

## Население
| Год  | Население, человек |
| ---- | ------------------ |
| 1991 | 967                |
| 2001 | 1553               |
| 2011 | ↗ 1931             |

## Сообщество Пефкохори
В местное сообщество Пефкохори входят три населённых пункта. Население 1962 жителя по переписи 2011 года. Площадь 19,694 квадратных километров.
| Населённый пункт | Население (2011), человек |
| ---------------- | ------------------------- |
| Лефкес           | 21                        |
| Панорама         | 10                        |
| Пефкохори        | 1931                      |